# Yaël Abecassis
Yaël Abecassis, född den 19 juli 1967 i Ashkelon, Israel, är en israelisk skådespelare.

## Filmografi (urval)
- 1991 - Pour Sacha
- 1992 - Sipurei Tel-Aviv
- 1999 - Kadosh
- 2001 - Bella Ciao
- 2003 - Alila
- 2005 - Papa
- 2005 - Va, vis et deviens